# Гарбке
Гарбке (нім. Harbke) — громада в Німеччині, розташована в землі Саксонія-Ангальт. Входить до складу району Берде. Складова частина об'єднання громад Обере-Аллер.
Площа — 18,92 км2. Населення становить 1797 ос. (станом на 31 грудня 2021).

## Галерея

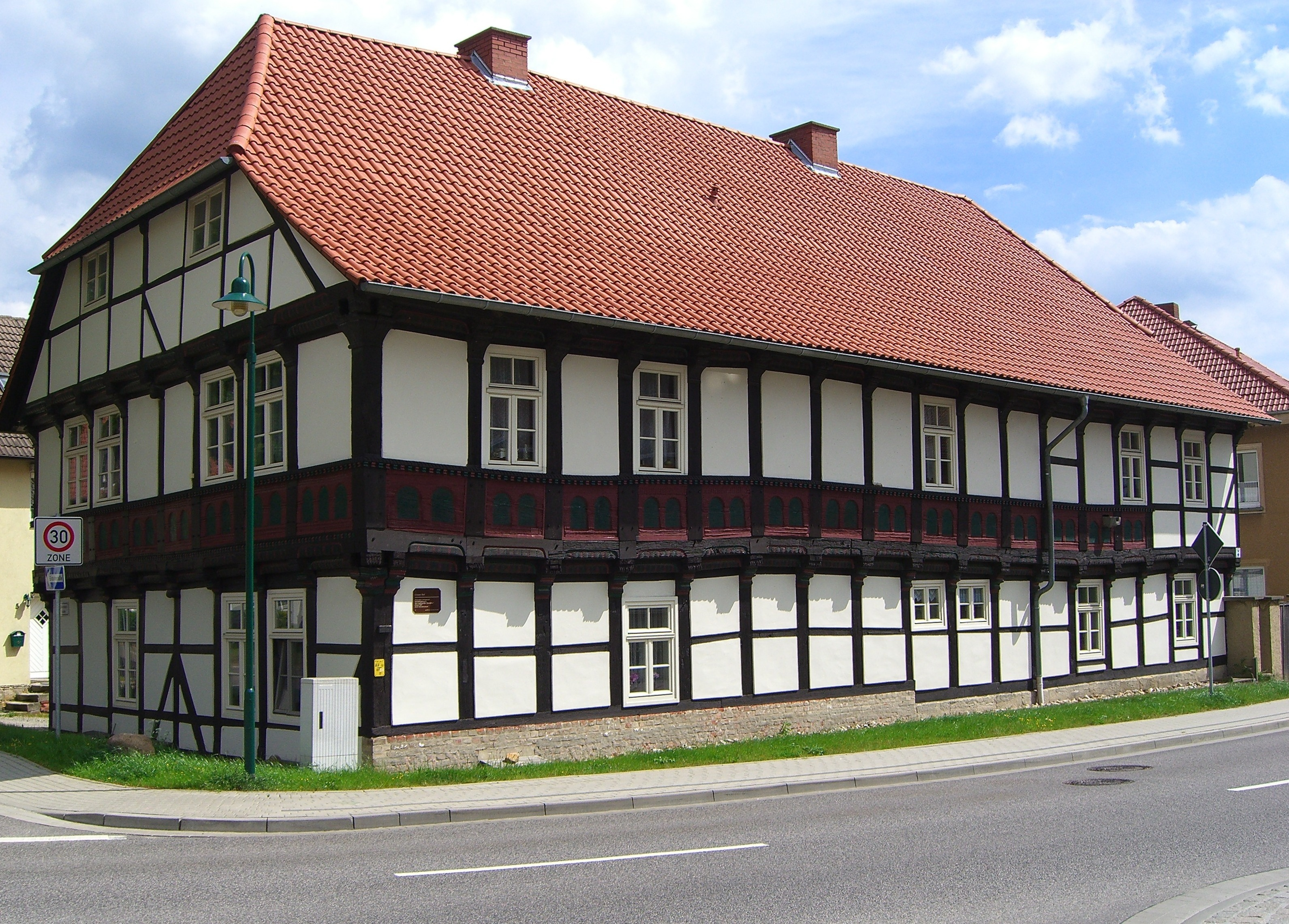
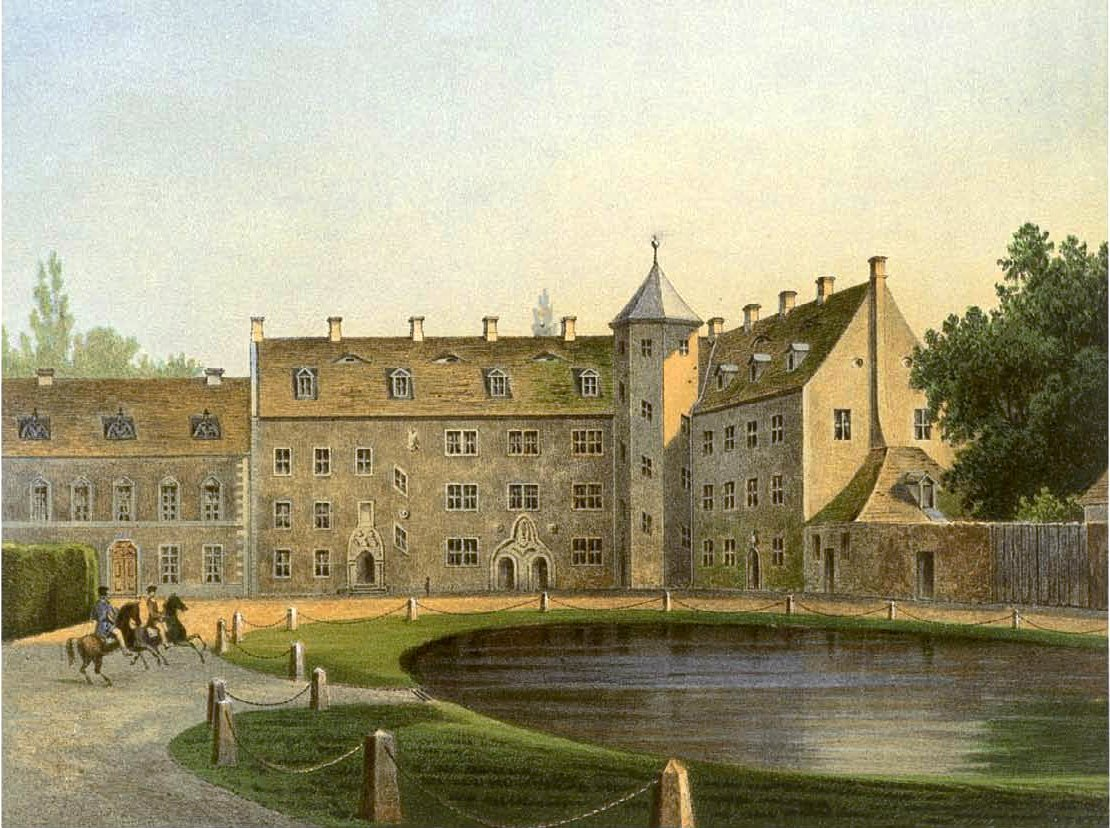
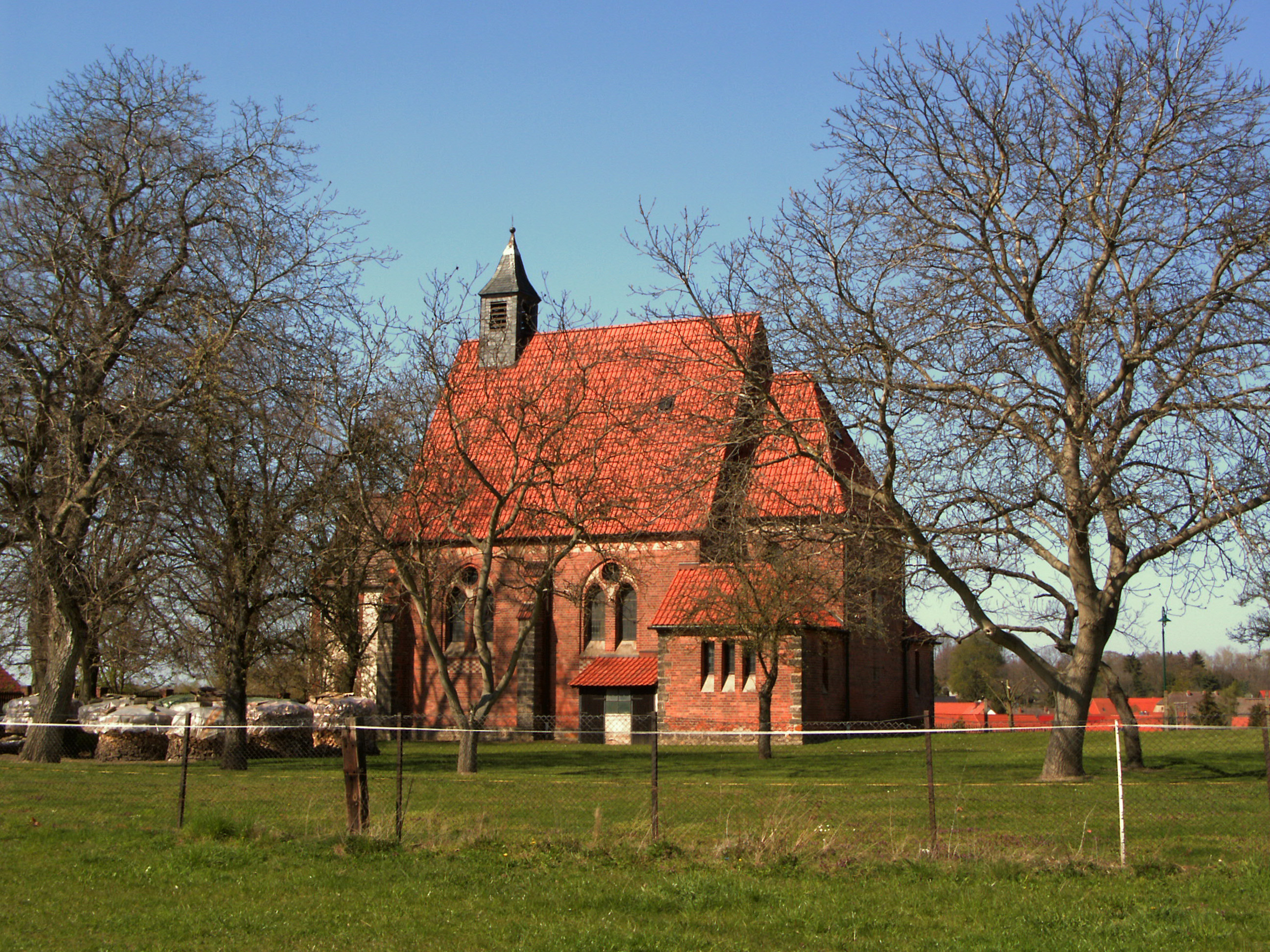
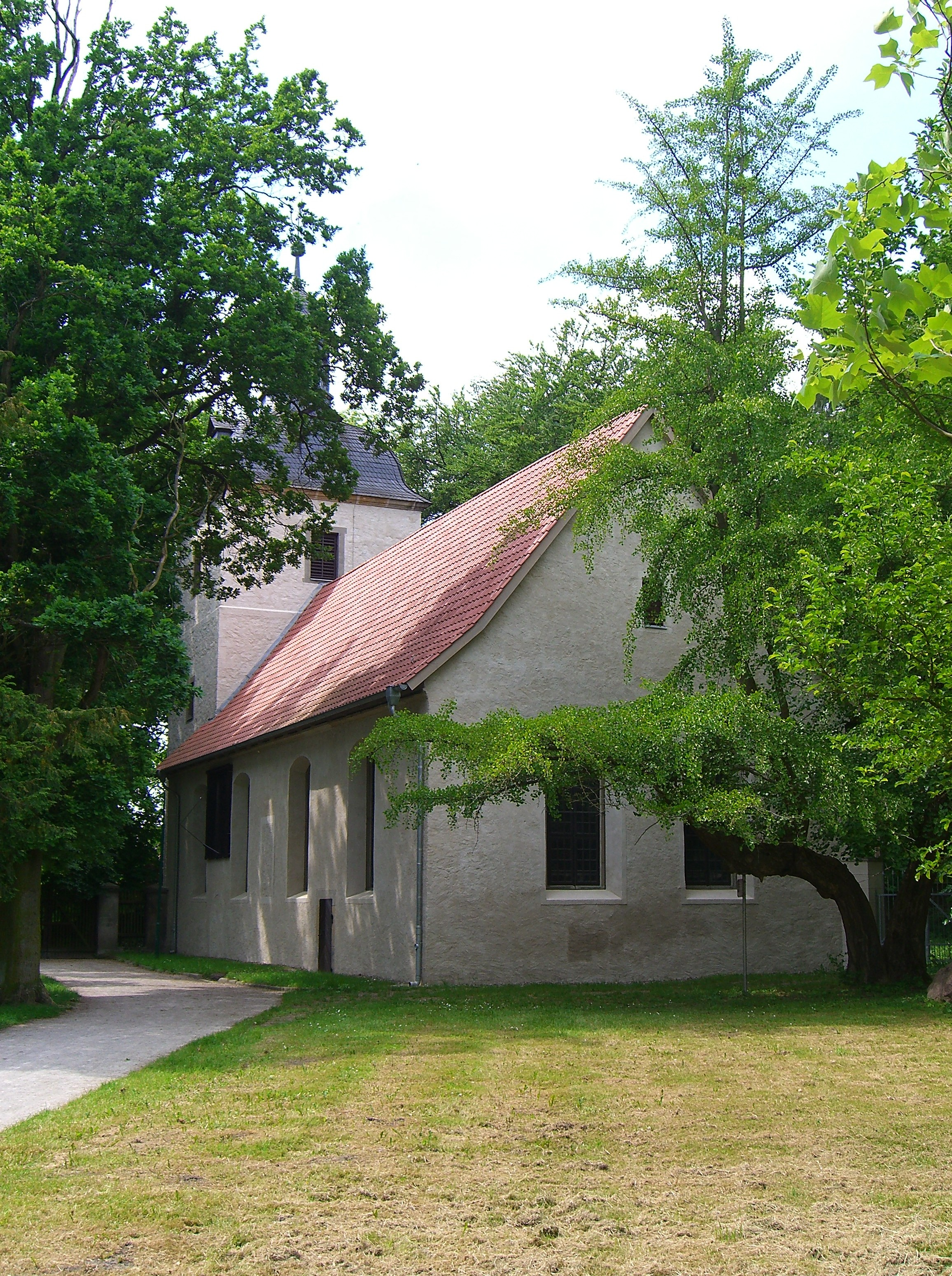